# Christian Ludwig König
Christian Ludwig König (* 5. Mai 1717 in Münstereifel; † 15. April 1789 in Köln) war ein deutscher Orgelbauer.

## Leben
Er war das zweite Kind von Balthasar König. Seine Ausbildung erhielt er bei seinem Vater, der sich 1711 in Münstereifel niedergelassen hatte und 1735 nach Köln umgesiedelt war. Dort arbeitete er zusammen mit seinem Bruder Johann Nikolaus König (1729–1775) in der väterlichen Werkstatt. Dass Ludwig König von 1737 bis 1743 bei Christian Müller in Amsterdam seine Lehrzeit verbrachte, lässt sich nicht belegen und muss als Legende betrachtet werden. Um das Jahr 1743 heiratete er Anna Maria Busch und wurde am 23. Oktober 1744 Bürger von Köln. Ab 1756 wohnte er „Unter Wappensticker“ (gehört heute zur Hohen Straße). Als Johann Nikolaus nach dem Tod des Vaters 1756 die Werkstatt übernommen hatte, machte sich Ludwig König selbstständig. Der Tod seines Bruders Caspar 1763 führte ihn in die Niederlande, wo er nicht nur die unvollendete Orgel seines Bruders in Breda fertigstellte, sondern auch weitere Aufträge erhielt.
Von seinen sechs Kindern wählten Balthasar Franz Joseph (* 3. August 1744; † 30. Dezember 1764 in Köln) und Karl Philipp Joseph (* 28. Juli 1750 in Köln; † 17. Februar 1795 in Köln) den Beruf des Orgelbauers. Während Balthasar Franz Joseph schon früh starb, war Philipp Joseph ab 1770 bei den Arbeiten seines Vaters beteiligt.
Zu den Schülern Christian Ludwig Königs zählen Johann Mathaeus Wyskirchen, Antonius Friedrich Gottlieb Heyneman, Fuhrmann, Nicolaas van Hirtum (1752–1810) und Caspar Melchior Vorenweg, vielleicht auch Abraham Meere (1761–1841).

## Werkliste
Die Größe der Instrumente wird in der fünften Spalte durch die Anzahl der Manuale und die Anzahl der klingenden Register in der sechsten Spalte angezeigt. Ein großes „P“ steht für ein selbstständiges Pedal, ein kleines „p“ für ein angehängtes Pedal. Eine Kursivierung zeigt an, dass die betreffende Orgel nicht mehr oder nur noch der Prospekt erhalten ist.
| Jahr      | Ort                     | Kirche                      | Bild                             | Manuale | Register | Bemerkungen |
| --------- | ----------------------- | --------------------------- | -------------------------------- | ------- | -------- | --- |
| 1742      | Anrath                  | St. Johannes Baptist        |                                  |         |          | zusammen mit seinem Vater Balthasar König; nicht erhalten |
| 1748      | Bonn                    | St. Remigius                |                                  | III/P   | 32       | 1904 ersetzt |
| 1749      | Köln                    | St. Gregorius im Elend      |                                  | I/p     | 9        | zerstört |
| um 1750   | Köln                    | St. Severin                 |                                  | II/P    | 34       | nicht erhalten |
| um 1750   | Marienthal (Ahr)        | Kloster Marienthal          |                                  | I/p     | 10       | Zuschreibung (oder Balthasar König); nach 1803 umgesetzt nach Aremberg, St. Nikolaus (Bild); erhalten |
| 1750      | Aachen                  | St. Stephan                 |                                  | I/p     | 8        | nicht erhalten |
| 1751      | Neuss                   | Franziskanerkirche          |                                  |         |          | 1804 nach Krefeld, Reformierte Kirche umgesetzt |
| 1751      | Belgien (Ort unbekannt) | unbekannt                   |                                  | I/p     | 9        | ab etwa 1863 in Karlshausen, St. Bartholomäus |
| 1752      | Kempen                  | Paterskirche                | Koenig-Orgel Paterskirche Kempen | II/p    | 24       | Zuschreibung; 1925 ersetzt, 2000 durch Verschueren rekonstruiert und um freies Pedal ergänzt (II/P/28); Gehäuse erhalten                                                                                           |
| 1752      | Andernach               | Franziskanerkirche          |                                  | II/P    | 28       | oder Balthasar König? Pfeifeninschrift: „König Köln 1752“, (älteres?) Gehäuse in Bauweise Stumm; 1805 nach Maria Himmelfahrt (Andernach) umgesetzt (Bild); 1939–1949 Erweiterungsumbau durch Klais; Reste erhalten |
| 1752      | Aachen                  | St. Nikolaus                |                                  | II/P    | 32       | 1876 abgerissen |
| 1753–1755 | Düsseldorf              | Maxkirche                   |                                  | III/P   | 39       | Gehäuse und 4 Register erhalten |
| 1757      | Menden (Sauerland)      | St. Vincenz                 |                                  | II/P    | 17       | Orgel von Balthasar König nach dessen Tod vollendet |
| um 1760   | Pützchen                | St. Adelheid                |                                  | II/P    | 18       | 1812 nach Burscheid überführt |
| 1761–1763 | Breda                   | Waalse Kerk                 |                                  | I/p     | 13       | zusammen mit Karl Philipp; 1885 Erweiterungsumbau, 1900 Dispositionsänderungen; Teile von König weitgehend erhalten                                                                                                |
| 1765      | Arnhem                  | Waalse Kerk                 |                                  | I/p     | 9        | von Karl Philipp; erhalten |
| 1765–1767 | Köln                    | St. Maria im Kapitol        |                                  | III/P   | 31       | nicht erhalten |
| 1767–1768 | Schillingscapellen      | Klosterkirche               |                                  | I/p     | 9        | 1806 nach Ollheim, St. Martinus umgesetzt; 1948 zwei Register ausgetauscht; weitgehend erhalten |
| 1770      | Schleiden               | Schlosskirche Schleiden     |                                  | II/p    | 27       | Zuschreibung; 1865 freies Pedal ergänzt; 1946–1948 Dispositionsänderungen; 1987 Rekonstruktion unter Beibehaltung des Pedals; Rokoko-Gehäuse; Denkmalorgel                                                         |
| 1770      | Frechen                 | Evangelische Kirche Frechen |                                  |         |          | um 1928 nach Köln, Kartäuserkirche umgesetzt; Gehäuse in der Hardenrath-Kapelle erhalten |
| 1770      | Köln                    | Karmeliterkloster           |                                  | II/P    | 26       | 1804 nach Elberfeld, Ref. Kirche umgesetzt, erweitert und neues Gehäuse; nicht erhalten |
| 1772      | Köln                    | St. Andreas                 |                                  | II/P    | 30       | nicht erhalten |
| vor 1773  | Köln                    | Dominikanerkirche           |                                  | III/P   | 30       | nicht erhalten |
| vor 1773  | Köln                    | St. Georg                   |                                  | II/P    | 24       | nicht erhalten |
| vor 1773  | Köln                    | St. Maria Ablass            |                                  | I       | 5        | nicht erhalten |
| 1773      | Oudenbosch              | Hervormde Kerk              |                                  | I/p     | 10       | erhalten |
| 1773      | Köln                    | Allerheiligenkapelle        |                                  | I/p     | 8        | |
| 1773      | Köln                    | St. Johann und Cordula      |                                  | II/P    | 20       | Zuschreibung; 1803 von Fuhrmann nach Annakirche in Aachen überführt und renoviert, vor 1876 eingreifend umgebaut, 1898 durch Walcker-Orgel hinter historischem Prospekt ersetzt; 1944 zerstört                     |
| 1773–1776 | Nijmegen                | Grote of Sint Stevenskerk   |                                  | III/P   | 54       | 1944 schwer beschädigt, mehrere Restaurierungen |
| 1780      | Köln                    | St. Kunibert                |                                  | II/P    | 30       | teilweise in Nachfolgeorgel von Franz Wilhelm Sonreck übernommen |
| um 1780   | Den Bosch               | Waalse Kerk                 |                                  |         |          | nicht erhalten |
| um 1780   | Köln                    | St. Martin                  |                                  | II/P    | 30       | nicht erhalten |
| 1785      | Xanten                  | Ev. Kirche                  |                                  | I/P     | 11       | erhalten, 2002 restauriert durch Weimbs Orgelbau → Orgel |

1781 machte König ein Angebot für den Osnabrücker Dom (III/P/39).